# Gjerasim Qiriazi

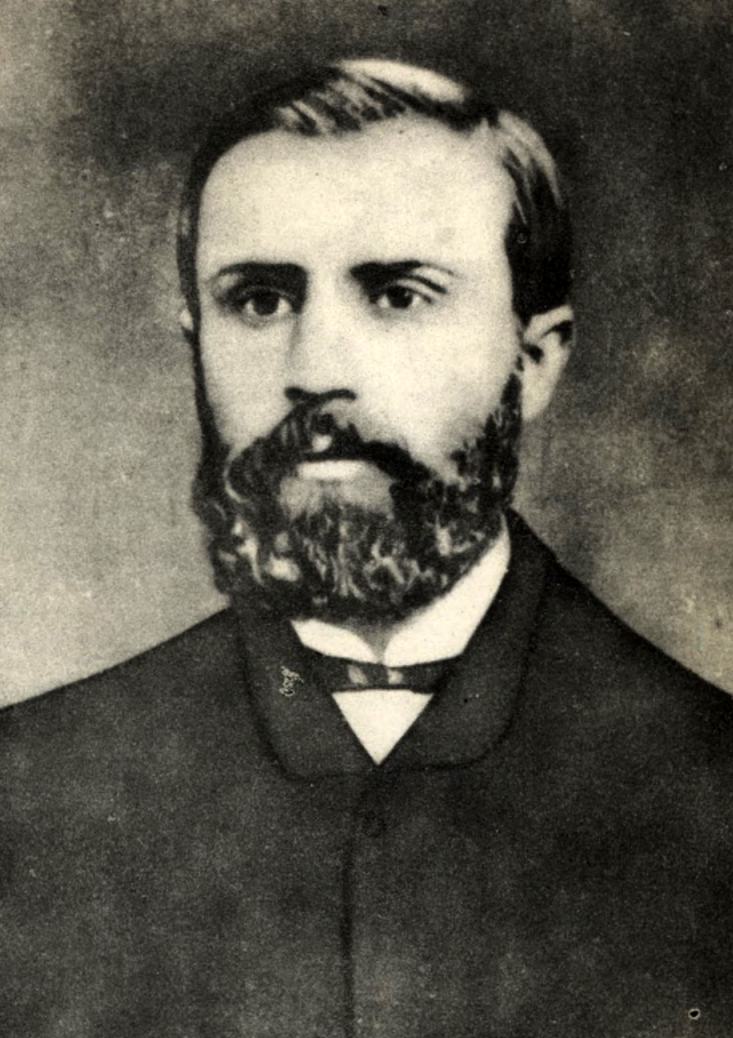
Gjerasim Qiriazi

Gjerasim Qiriazi, född 1858 i Bitola, död 1894, var en albansk protestant förkunnare och lärare. Han är grundaren av den protestantiska kyrkan i Albanien. Han grundade också den första skolan i Korça nuvarande Albanien 1887.
Han dog av lungsäcksinflammation.